# St. Jacques-Coomb's Cove
St. Jacques-Coomb's Cove is een gemeente (town) in de Canadese provincie Newfoundland en Labrador. De gemeente ligt aan de zuidkust van het eiland Newfoundland.

## Geschiedenis
In 1971 werd de gemeente St. Jacques-Coomb's Cove opgericht met het statuut van local improvement district (LID). In 1980 werden LID's op basis van The Municipalities Act als bestuursvorm afgeschaft, waarop de gemeente automatisch een town werd.

## Geografie
De gemeente St. Jacques-Coomb's Cove bestaat uit zes dorpen die vóór 1971 allen gemeentevrij waren. Het betreft van west naar oost de plaatsen Wreck Cove, Coomb's Cove, Boxey, Mose Ambrose, English Harbour West en St. Jacques. De hoofdplaats van de gemeente is English Harbour West.
De gemeente meet bijna 82 km² en beslaat het volledige zuidoosten van Connaigre, een groot schiereiland aan Newfoundlands zuidkust. St. Jacques-Coomb's Cove wordt van west naar oost doorkruist door provinciale route 363.

## Demografie
Demografisch gezien is St. Jacques-Coomb's Cove, net zoals de meeste kleine gemeenten op Newfoundland, aan het krimpen. Tussen 1991 en 2021 daalde de bevolkingsomvang van 880 naar 546. Dat komt neer op een daling van 334 inwoners (-38,0%) in dertig jaar tijd.
| Jaar | Aantal inwoners | Verschil |
| ---- | --------------- | -------- |
| 1991 | 880             | –        |
| 1996 | 827             | -6,0%    |
| 2001 | 707             | -14,5%   |
| 2006 | 669             | -5,4%    |
| 2011 | 618             | -7,6%    |
| 2016 | 588             | -4,9%    |
| 2021 | 546             | -7,1%    |

## Gezondheidszorg
Gezondheidszorg wordt in de gemeente aangeboden door het Mose Ambrose Community Health Centre. Deze lokale zorginstelling valt onder de bevoegdheid van de gezondheidsautoriteit Central Health en biedt de inwoners uit de omgeving basale eerstelijnszorg aan.